# حسین شهاب‌الدین
حسین شهاب‌الدین (زاده ۱۳۳۲) سیاست‌مدار و مدیر اجرایی ایرانی است، که تا سال ۱۳۹۳ بعنوان رئیس هیئت مدیره شرکت هواپیمایی نفت ایران فعالیت می‌کرده‌است. وی فعالیت شغلی را از استانداری خوزستان آغاز کرد، سپس به وزارت نفت رفت و در زمان وزارت مهندس غرضی به وزارت پست، تلگراف و تلفن نقل مکان کرد. شهاب‌الدین فعالیت در صنعت نفت را از سال ۱۳۶۲ از شرکت ملی نفت ایران آغاز کرد و در فاصله سال‌های ۱۳۷۸ تا ۱۳۸۰ بعنوان مدیرعامل شرکت ملی مناطق نفت‌خیز جنوب (بزرگترین تولیدکننده نفت ایران) فعالیت نمود. وی از سال ۱۳۸۶ به‌عنوان مشاور وزیر نفت و مجری طرح کمک به مناطق نفت‌خیز کشور در وزارت نفت منصوب شد و تا سال ۱۳۹۲ در این جایگاه فعالیت نمود. شهاب‌الدین در سال ۱۳۷۵ از رئیس‌جمهور وقت؛ سیدمحمد خاتمی، نشان لیاقت و مدیریت دریافت نمود.
حسین شهاب‌الدین در زمان وزارت غرضی، معاون مخابراتی وزارت پست، تلگراف و تلفن و مجری تأسیس فرودگاه پیام بود. او همچنین مجری طرح موبایل و طرح دیتا بود و در زمان مدیریت شهاب‌الدین، برای نخستین بار موبایل و دیتا در کشور ایجاد و راه‌اندازی شد.